# 雄戈波維 (亞利桑那州)
雄戈波維（英語：Shongopovi）是位於美國亞利桑那州納瓦霍縣的一個人口普查指定地區。根據2000年美國人口普查，該地人口為632人，而該地的面積約為4.13平方千米。

## 地理
雄戈波維的座標為35°49′04″N 110°32′05″W / 35.81778°N 110.53472°W，而該地最高點為海拔高度1933米（即6341英尺）。